# James Christian
James Christian – amerykański strzelec, mistrz świata.
W 1921 roku był starszym sierżantem w Coast Artillery Corps, do którego dołączył w sierpniu 1917 roku. Reprezentował tę formację na krajowych zawodach.
Christian był dwukrotnym medalistą mistrzostw świata. Na zawodach rozegranych w 1921 roku uplasował się na drugim stopniu podium w karabinie dowolnym leżąc z 300 m, przegrywając wyłącznie z Walterem Stokesem. W zawodach drużynowych w karabinie dowolnym w trzech postawach z 300 m zdobył złoto (skład zespołu: James Christian, Morris Fisher, Carl Osburn, Arthur Rothrock, Walter Stokes), uzyskując przedostatni rezultat w amerykańskiej drużynie.

## Medale mistrzostw świata
Opracowano na podstawie materiałów źródłowych:
| Mistrzostwa | Konkurencja                                     | Wynik                                         | Miejsce |
| ----------- | ----------------------------------------------- | --------------------------------------------- | ------- |
| Lyon 1921   | Karabin dowolny, trzy postawy, 300 m, drużynowo | 5015 pkt. (druż.) 975 pkt. ind. (372–304–299) |         |
| Lyon 1921   | Karabin dowolny leżąc, 300 m                    | 372 pkt.                                      |         |